# 大洲海岸

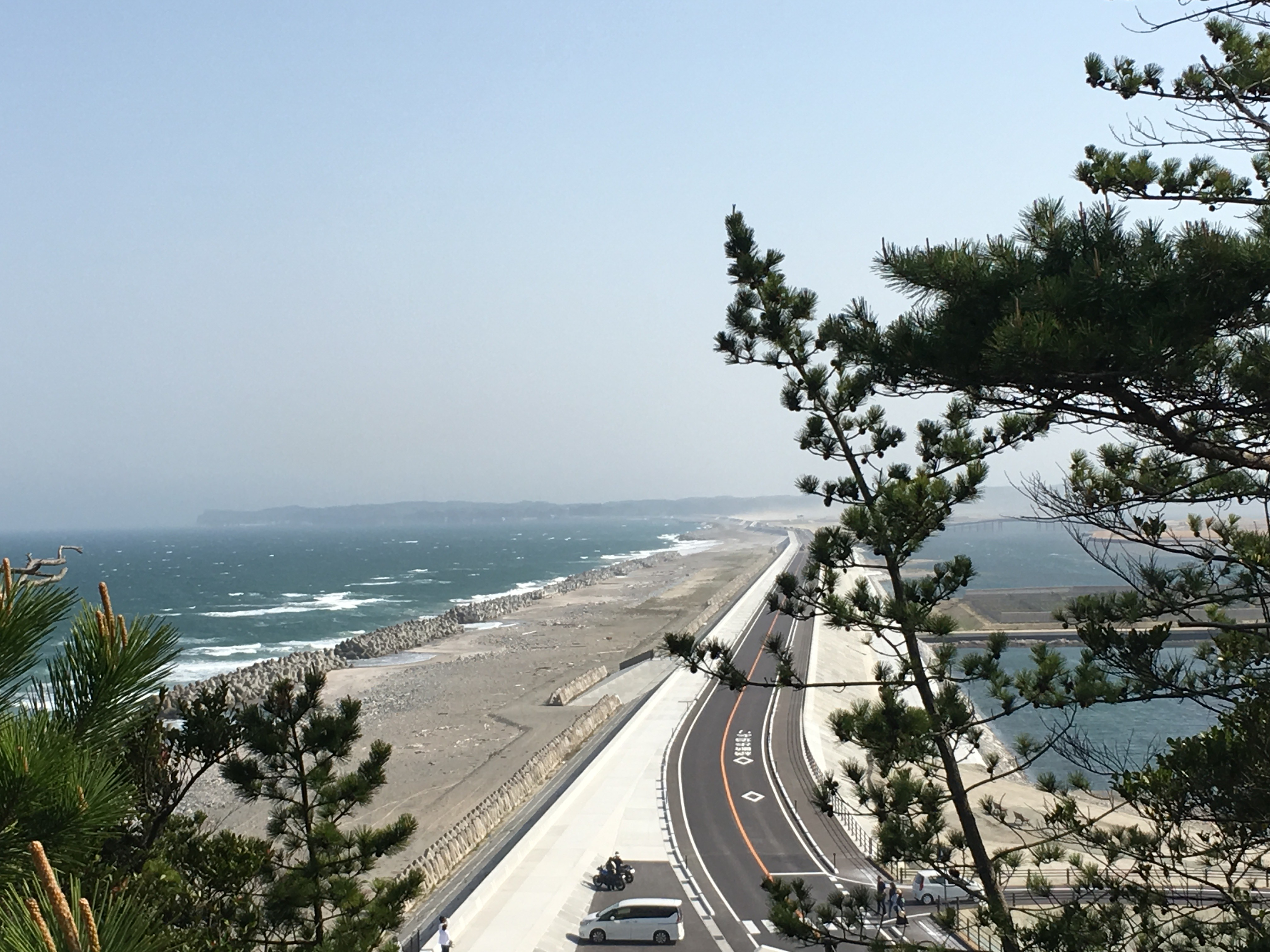
大洲松川ライン

大洲海岸（おおすかいがん）は、福島県相馬市にある海岸、景勝地。日本の渚百選に選ばれている。

## 概要
日本百景のひとつ松川浦県立自然公園の潟湖である松川浦と、太平洋を約7キロにわたって仕切る海岸である。
背後には市道大洲松川線（大洲松川ライン）が通っている。
2011年（平成23年）3月11日の東日本大震災では津波によって寸断されていたが、2018年（平成30年）4月21日に再開通した。

## 周辺
- 相馬港
- 原釜尾浜海水浴場
- 松川浦大橋
- 鵜ノ尾埼岬
- 鵜ノ尾埼灯台
- 海洋調査船へりおす遭難事故慰霊碑